# Georges Philippe Jacquemin
Pour les articles homonymes, voir Jacquemin.
Georges Philippe Jacquemin, né à Saumur le 10 mai 1834 et mort à Paris le 19 juin 1906, est un général de cavalerie français, commandant de l'École de cavalerie de Saumur et président du Comité technique de la Cavalerie.

## Biographie
Georges Philippe est le fils du général Maxime Jacquemin, commandant en second l'école de Saumur, et d'Adélaïde Augustine Colette von Laudten. Il épouse en premières noces Mlle Hainglaise, fille du général Charles-Nicolas Hanglaise et petite-fille du baron Antoine-Gabriel Christin, puis, en secondes noces, Mlle Fraisseix de Veyvialle.
Élève de l'école de Saint-Cyr, puis de l'école de cavalerie de Saumur, il est affecté au 5e hussards en 1854. ll prend part à la campagne d'Afrique du 28 avril 1855 au 8 octobre 1858, et passe lieutenant en 1857.
De 1859 à 1860, il est détaché à l'École impériale de Cavalerie comme officier d'instruction.
Capitaine en 1860, il rejoint le 5e hussards, puis le 2e hussards en décembre 1866, en tant que commandant un escadron. 
Durant la guerre de 1870, il commande le 3e escadron de ce régiment. Lors de la bataille de Mars-la-Tour, il est capturé par les prussiens lors de la grande charge de cavalerie de la bataille.
Toujours en captivité, il est promu chef d'escadron en août 1870.
De retour en France, il s'illustre dans la reconstruction de l'armée française de l'après guerre. Il est employé au 3e Bureau de l'État-Major Général du ministre de la Guerre à partir du 23 avril 1874 et participe à la rédaction d'une Instruction pratique sur le service de la Cavalerie en campagne.
Lieutenant colonel en 1875, il devient commandant en second de l'École de cavalerie de Saumur et passe colonel au 5e dragons en 1879.
En 1884, Jacquemin est promu général de brigade, puis après avoir commandé la 3e brigade de cuirassiers, il est nommé directeur de la cavalerie au ministère de la Guerre en 1885. 
Il commande la 5e brigade de cavalerie de 1886 à 1887, passe inspecteur général de la Gendarmerie, puis prend le commandement de la 9e brigade de 1888 à 1889. 
En 1889, il prend le commandement l'École d'Application de la Cavalerie à Saumur.
Il est promu général de division en 1892 et Inspecteur général du 6e arrondissement d'Inspection permanente de la cavalerie, et est nommé membre du Comité de cavalerie. 
Il commande la 7e division de cavalerie de 1893 à 1895, ainsi que les subdivisions de région de Sens, de Fontainebleau, de Melun et de Coulommiers à partir de 1894.
La même année, il est nommé président de la Commission militaire de médecine et d'hygiène vétérinaires.
Le 18 avril 1895, il prend le commandement de la 1re division de cavalerie, devient membre de la Commission mixte des travaux publics et Inspecteur général du 7e arrondissement de Cavalerie.
En mai 1896, il reçoit les plumes blanches en prenant la tête du 13e corps d'armée et en devenant Président du Comité technique de la cavalerie.
Le 20 avril 1898, il est nommé Inspecteur général de l'arrondissement spécial des Écoles militaires de Cavalerie.
Le général Jacquemin était grand officier de la Légion d'honneur, de l'ordre du Médjidié et de l'ordre du Trésor sacré, et décoré de la Médaille coloniale avec agrafe "Algérie".